# Брлич-Мажуранич, Ивана
И́вана Брлич-Мажу́ранич (хорв. Ivana Brlić-Mažuranić; 18 апреля 1874, Огулин — 21 сентября 1938, Загреб) — хорватская детская писательница.

## Биография
Родилась в известной семье Мажуранич, из которой вышло много литераторов и общественных деятелей Хорватии. Её отец Владимир Мажуранич был писателем, адвокатом и историком. Её дедушкой был знаменитый политик, поэт и хорватский бан Иван Мажуранич, a бабушка Александра была сестрой хорватского языковеда, греческого происхождения, Димитрия Деметра.
Ивана училась частным образом и получила замечательное образование, в том числе владела несколькими языками — её первые литературные произведения были написаны по-французски.
Вместе с семьёй Ивана переселилась из своего родного городка Огулин сначала в Ястребарско, потом в Карловац, а затем в Загреб.
В 1892 году Ивана вступила в брак с адвокатом и политиком Ватрославом Брличем и переселилась в город Славонски-Брод в восточной Хорватии, где провела большую часть своей жизни, которую посвятила своей семье и литературной работе.
Воспитанная в патриотическом духе, Ивана вместе с супругом активно занималась общественной деятельностью, направленной на хорватское культурное и языковое возрождение. Епископ Юрай Штроссмайер наградил её золотой медалью за противодействие мадьяронам, которые были последователи партии, поддерживавшей идею тесных отношений между Хорватией и Венгрией.
Ивана Брлич-Мажуранич умерла в 1938 году. Была похоронена на Мирогойском кладбище.

## Творчество
Ещё девочкой Ивана Брлич-Мажуранич начала писать стихи, эссе, дневники; но её первые произведения не печатались вплоть до начала XX века. Сборник рассказов и песен для детей «Хорошие и плохие» (Valjani i nevaljani) вышел в 1902 году. Новеллы и тексты, в качестве приложения к серии просветительских статей под названием «Школа и каникулы» (Škola и praznici), выходили постоянно начиная с 1903 году.
Как мать шестерых детей, она обладала способностью почувствовать душу ребёнка, понять чистоту и наивность их мира.
Настоящая популярность пришла к ней после выхода в свет романа для детей «Чудесные приключения подмастерья Хлапича» (Čudnovate zgode šegrta Hlapića), который был издан в 1913 году. Роман с напряжённым сюжетом повествует о поисках бедным подмастерьем Хлапичем дочери своего хозяина, и о том, как доброта в конце концов побеждает несчастье.
Вершиной её поэтического творчества критика считает сборник «Рассказы из древности» (Priče iz davnine), который вышел в 1916 году. Сборник написан на основе древних славянских мифов и через сказку снова возвращает в жизнь утерянный мир языческих верований хорватов. Такие образы как Косенка, Регоч, Стрибор, Ягленац, Рутвица, Палунко, Весть, Потех, Малик Тинтилинич, Сварожич, Бесомарь воплощают в себе чувства верности, любви и доброты, а также трусость и слабость. В её произведениях также часто можно встретить стремление к богатству или далёким мирам, как символ человеческого влечения к правде и знанию.
Два раза она была кандидатом на получение Нобелевской премии (1931 и 1938), а в 1937 году стала первой женщиной — членом тогда Югославской, а ныне Хорватской академии наук и искусства. Критика считала её прозу синтезом жизненного идеализма, естественности выражения и редкого юмора. Несмотря на то, что она писала для детей, её хвалили многие другие писатели, поэты и литературные историки.
Издательство «Школска книга» из Загреба основало в 1971 году литературную премию «Ивана Брлич-Мажуранич» для поощрения литературного творчества для детей и молодёжи.
Часто её называют хорватским Андерсеном (за виртуозность детского рассказчика) и хорватским Толкином (за погружение в фантастический мир мифологии). Ивану Брлич-Мажуранич можно поставить в один ряд с классиками детской литературы.
Её произведения были переведены на почти все европейские языки.